# Kurkowo (mijanka)
Kurkowo (ros. Курково) – mijanka i przystanek kolejowy w miejscowości Kurkowo, w rejonie zubcowskim, w obwodzie twerskim, w Rosji. Położona jest na linii Moskwa - Siebież.